# Кветиапин

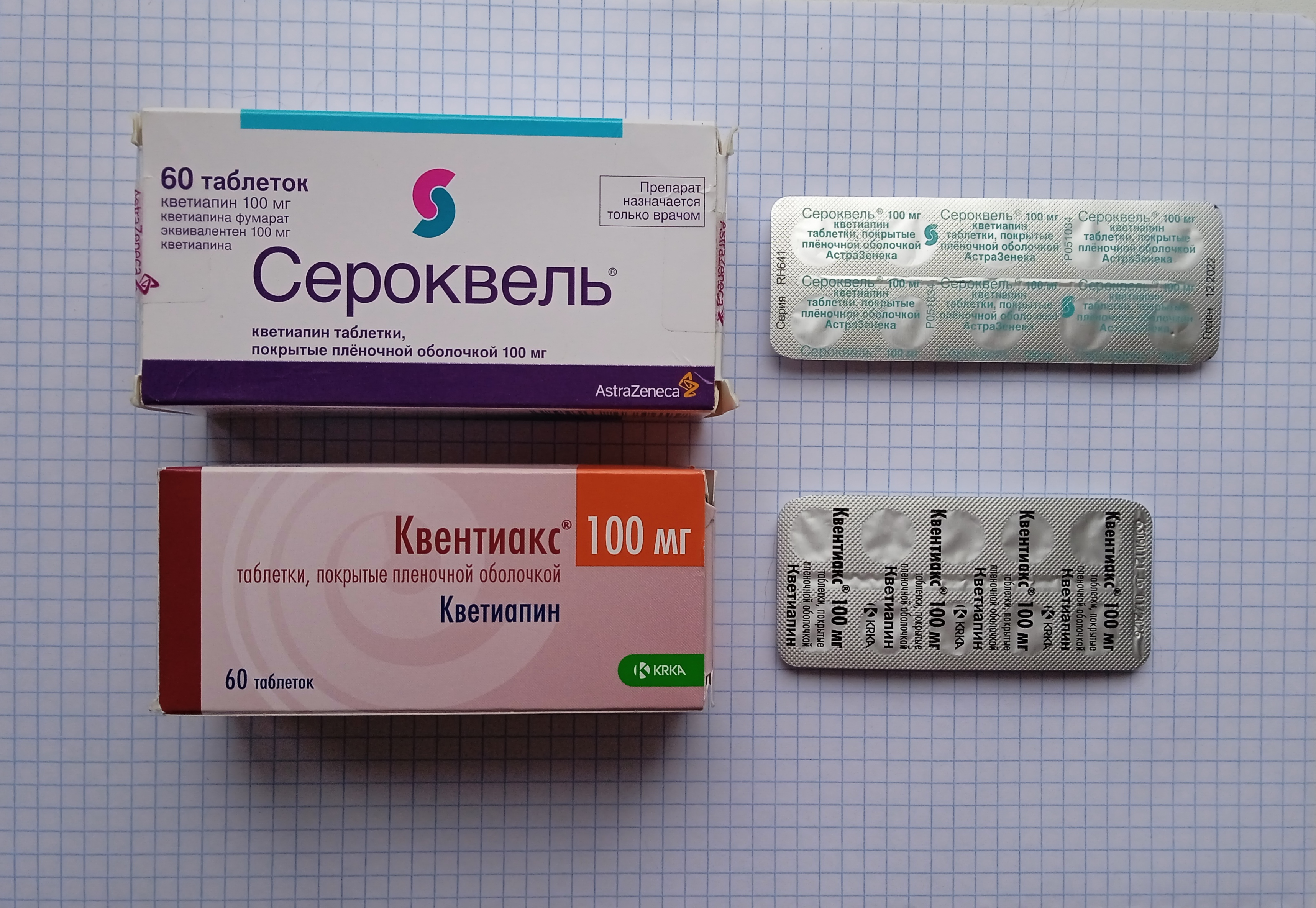
Оригинальный Кветиапин (Сероквель) и дженерик (Квентиакс) 100мг

Кветиапи́н (англ. Quetiapine, лат. Quetiapinum) — атипичный нейролептик, применяется для лечения хронической и острой шизофрении как с продуктивной, так и с негативной симптоматикой, для лечения биполярного аффективного расстройства, большого депрессивного расстройства (в сочетании с антидепрессантами) и некоторых других психических заболеваний. Кветиапин не менее эффективен в лечении продуктивной симптоматики, чем типичные нейролептики, при этом он вызывает гораздо меньше побочных эффектов (таких как, в частности, экстрапирамидные расстройства и повышение уровня пролактина). Антипсихотическая активность данного препарата сопоставима с галоперидолом.

## Фармакодинамика
Кветиапин оказывает антагонистические эффекты на большое число рецепторов нейротрансмиттеров головного мозга. Обладает сродством к серотониновым (5HT1A и 5HT2), дофаминовым (D1 и D2) гистаминовым (H1) и адренергическим (Aα1 и Aα2) рецепторам; он является более сильным ингибитором 5-HT2 рецепторов в головном мозге, чем дофаминовых D1 и D2. Обладает также высоким сродством к гистаминергическим H1 и α1-адренергическим рецепторам, и более низким сродством к α2-адренорецепторам. Не обладает заметным сродством к мускариновым холинергическим, бензодиазепиновым и ГАМК-рецепторам.
Антипсихотические и редкие экстрапирамидные эффекты вещества предположительно связаны с особенной комбинацией антагонистического воздействия на рецепторы.
Сонливость при приёме кветиапина объясняется его высоким сродством к гистаминовым (H1) рецепторам. Аналогично, случаи ортостатической гипотензии во время приёма высоких доз препарата могут быть обусловлены его довольно высоким сродством к α1-адренергическим рецепторам.
Исследования на животных, предпринятые для выявления возможных экстрапирамидных симптомов, выявили очень слабую каталепсию при действии кветиапина в дозах, эффективно блокирующих дофаминовые D2-рецепторы. Кветиапин избирательно действует на мезолимбическую систему. Об этом свидетельствует его свойство избирательно снижать частоту разрядов мезолимбических нейронов А10 по сравнению с нигростриатными нейронами А9 (участвующими в моторной функции). Три плацебо-контролируемых исследования, в том числе исследование с применением широкого диапазона доз кветиапина (от 75 до 750 мг в сутки), не выявили различий между группами кветиапина и плацебо по частоте экстрапирамидных симптомов или применения сопутствующих холинергических средств.
В исследовании, охватившем 302 пациента с острыми маниакальными состояниями, было показано, что кветиапин легче переносился пациентами, чем галоперидол, и при этом был более эффективен.
Кветиапин в комбинации со стабилизаторами настроения предотвращает рецидивы маниакальных и депрессивных эпизодов при биполярном расстройстве типа I; особенно выраженно снижается риск развития эпизода депрессии.

## Фармакокинетика
Длительность действия
Клинические исследования продемонстрировали, что препарат эффективен при приёме 2 раза в сутки. Это подтверждается тем, что, по данным ПЭТ, воздействие кветиапина на 5-HT2- и D2-рецепторы длится до 12 часов.
Всасывание
При пероральном применении кветиапин хорошо всасывается.
Приём пищи существенно не влияет на биодоступность кветиапина.
Максимальная концентрация в плазме крови отмечается через 1,5 ч.
Распределение
Кветиапин приблизительно на 83 % связывается с белками плазмы.
Кажущийся объем распределения кветиапина 10±4 л/кг.
Метаболизм
Кветиапин в значительной степени метаболизируется в печени; основными путями биотрансформации являются сульфоокисление и окисление.
In vitro было установлено, что основным ферментом метаболизма Кветиапина является CYP3A4. системы цитохрома P450.
Основные образующиеся метаболиты не обладают выраженной фармакологической активностью.
Кветиапин и его метаболиты являются слабыми ингибиторами изоферментов цитохрома P450 у человека только в концентрациях, в 10—50 раз превосходящих концентрации, наблюдаемые после приёма обычных эффективных доз у человека. На основании этих исследований in vitro представляется маловероятным, что сочетанное применение кветиапина с другими лекарственными средствами может привести к клинически значимому лекарственному подавлению метаболизма другого препарата, опосредованного цитохромом P450.
Выведение
T1/2 составляет приблизительно 7 часов. После приёма внутрь однократной дозы 14C-меченого кветиапина менее 5 % введённого количества выделяется в неизменном виде. Примерно 73 % метаболитов выводится с мочой и 21 % с калом.
Фармакокинетика кветиапина линейна в терапевтическом диапазоне доз и не имеет существенных половых или расовых различий.
Фармакокинетика в особых клинических случаях
Средний клиренс кветиапина у пожилых пациентов на 30—50 % меньше, чем наблюдаемый у пациентов в возрасте от 18 до 65 лет.
Средний плазменный клиренс кветиапина был снижен приблизительно на 25 % у пациентов с тяжёлыми нарушениями функции почек (клиренс креатинина менее 30 мл/мин./1,73 м²) и у пациентов с поражением печени (алкогольный цирроз в стадии компенсации), но индивидуальные уровни клиренса были в пределах, соответствующих здоровым людям.

## Показания
- шизофрения (лечение и профилактика, в том числе негативных симптомов);
- лечение маниакального, смешанного и депрессивного эпизодов в рамках биполярного аффективного расстройства (I и II типа);
- профилактика эпизодов биполярного аффективного расстройства (Кветиапин XR);
- большое депрессивное расстройство;[6][7]
- органические психотические расстройства.

Кветиапин может использоваться для проведения длительной противорецидивной терапии у пациентов в пожилом возрасте и у пациентов с терапевтической резистентностью.

## Противопоказания
Повышенная чувствительность к любому из компонентов препарата.
Заболевания кроветворной системы (как на настоящий момент, так и в прошлом), сахарный диабет, нарушения функций печени и почек, гипертиреоз.
Одновременный приём с ингибиторами цитохрома P450 3A4, такими как ингибиторы ВИЧ-протеазы, азоловые противогрибковые препараты, эритромицин, кларитромицин и нефазодон.
Применение в период беременности и грудного вскармливания
Исследования по безопасности и эффективности применения кветиапина у беременных женщин не проводились. Таким образом, кветиапин можно применять при беременности только в том случае, если ожидаемая польза применения препарата оправдывает потенциальный риск.
Степень, в которой кветиапин секретируется в женское молоко, не известна. В случае необходимости назначения кветиапина в период лактации следует прекратить грудное вскармливание.
В экспериментальных исследованиях не было выявлено мутагенного, кластогенного или тератогенного действия кветиапина.
В экспериментальных исследованиях на животных было выявлено влияние кветиапина на фертильность (снижение мужской фертильности, псевдобеременность, увеличение периода между двумя течками, увеличение прекоитального интервала и уменьшение частоты наступления беременности), однако нельзя прямо переносить полученные данные на человека, так как существуют специфические отличия в гормональном контроле репродукции.

## Побочные действия
По некоторым оценкам, кветиапин является наиболее благоприятным препаратом среди атипичных антипсихотиков с точки зрения параметров безопасности. Самые частые из отмечавшихся побочных эффектов — седация, сонливость, ортостатическая гипотензия, головокружение, диспепсия, то есть сравнительно мягкие проявления, обычно купирующиеся уменьшением дозы препарата..
Ниже перечислены побочные реакции, которые встречались у пациентов, принимавших кветиапин в плацебо-контролируемых исследованиях, чаще, чем при приёме плацебо.
- Со стороны организма в целом: головная боль (19,4 %), астения (3,5 %), абдоминальная боль (3,1 %), боль в пояснице (2 %), увеличение массы тела (более 7 % от исходного — в 0—25 % случаев[10]), лихорадка (1,6 %), боль в грудной клетке (1,8 %).
- Со стороны ЦНС: сонливость (17,5 %), головокружение (9,6 %), тревога (3,1 %), экстрапирамидные расстройства (2—15 %)[10].
- Со стороны сердечно-сосудистой системы: ортостатическая гипотензия (7,1 %), тахикардия (7,1 %), артериальная гипертензия (1,8 %).
- Со стороны пищеварительной системы: запор (8,6 %), сухость во рту (6,5 %), диспепсия (6,3 %), диарея (2 %), увеличение активности печёночных трансаминаз (АЛТ 6,1 %, АСТ 3,5 %, ГГТ 1,6 %), которые самостоятельно возвращались к исходным величинам при продолжении терапии кветиапином.
- Со стороны органов кроветворения: асимптоматическая лейкопения и/или нейтропения (1,6 %); редко — эозинофилия.
- Со стороны костно-мышечной системы: миалгия (1,2 %).
- Со стороны дыхательной системы: ринит (3,3 %).
- Со стороны кожных покровов: сыпь (4,3 %), сухость кожи (1,2 %).
- Со стороны органа слуха: боль в ухе (1,2 %).
- Со стороны мочеполовой системы: сексуальные расстройства (20%)[10], инфекции мочевого тракта (1,4 %).

Кроме того, имелись сообщения о редких случаях возникновения злокачественного нейролептического синдрома во время приёма кветиапина.
Во время лечения кветиапином наблюдался незначительный подъём уровня холестерина и сывороточных триглицеридов.
В период лечения кветиапином наблюдается небольшое дозозависимое снижение уровня гормонов щитовидной железы, в частности общего и свободного Т4. Максимальное снижение общего и свободного Т4 зарегистрировано на 2-й и 4-й неделе терапии кветиапином, без дальнейшего снижения уровня гормонов при длительном лечении. Не было признаков клинически значимых изменений в концентрации тиреотропного гормона. Практически во всех случаях уровень общего и свободного Т4 возвращался к исходному после прекращения терапии кветиапином, независимо от длительности лечения.
Кветиапин, как и некоторые другие антипсихотические препараты, может вызвать удлинение интервала QT, но в клинических исследованиях не было выявлено взаимосвязи между приёмом кветиапина и постоянным удлинением интервала QT.

### Метаболические нарушения
Кветиапину присущ значительно меньший риск клинически значимого повышения веса, чем клозапину и оланзапину (препаратам, которые тоже относятся к группе атипичных антипсихотиков), но значительно больший, чем атипичным антипсихотикам зипрасидону и арипипразолу. Через год терапии этим препаратом прибавка в весе в среднем составляет 2,2 кг.
Увеличение веса при приёме нейролептиков тесно сопряжено с гипергликемией, резистентностью к инсулину и с развитием сахарного диабета. Наряду с клозапином и оланзапином кветиапин наиболее часто по сравнению с другими антипсихотиками вызывает сахарный диабет.
Кроме сахарного диабета, последствия ожирения, вызванного нейролептиками, предположительно включают в себя повышенный риск ишемической болезни сердца, артериальной гипертонии, онкологических заболеваний, остеоартроза, апноэ во сне, желчекаменной болезни, инфаркта миокарда и инсульта.

### Результаты экспериментальных исследований
В экспериментах на животных было показано, что долгосрочное применение кветиапина потенциально способно негативно влиять на когнитивные функции. В ходе эксперимента взрослым крысам подмешивали кветиапин в питьевую воду в течение 30 или 90 дней (25 мг/кг/сутки). Со временем у крыс лабораторно зафиксировали ряд нарушений в работе мозга, в том числе и связанные с BDNF, что сопровождалось худшими результатами в тестах на распознавание новых объектов.

## Лекарственные взаимодействия
Кветиапин не оказывает влияния на фармакокинетику лития.
Препарат не влияет на метаболизм антипирина.
Одновременное назначение кветиапина и фенитоина (индуктора микросомальных ферментов печени) приводит к повышению клиренса кветиапина. Таким образом, при одновременном назначении кветиапина и фенитоина (или других индукторов печеночных ферментов, таких как карбамазепин, барбитураты, рифампицин) может потребоваться увеличение дозы кветиапина. Соответственно уменьшение дозы этого препарата может потребоваться при отмене фенитоина и замене его на не индуцирующий микросомальные ферменты печени препарат (например, вальпроат натрия).
Фармакокинетика кветиапина существенно не изменяется при одновременном назначении с рисперидоном или галоперидолом. Однако одновременный приём кветиапина и тиоридазина приводит к повышению клиренса кветиапина.
Одновременное назначение кветиапина и антидепрессантов: имипрамина (известного как ингибитор CYP2D6) или флуоксетина (известного как ингибитор CYP3A4 и CYP2D6) — существенно не влияло на фармакокинетику кветиапина.
CYP3A4 является ключевым ферментом в метаболизме кветиапина. Рекомендуется соблюдать осторожность при одновременном применении кветиапина и системном применении потенциальных ингибиторов CYP3A4 (таких, как кетоконазол или эритромицин).
При однократном приёме 2 мг лоразепама на фоне приёма кветиапина в дозе 250 мг 2 раза в сутки клиренс лоразепама снижается примерно на 20%.
Кветиапин ослабляет эффект леводопы и агонистов дофамина.
У пациентов, принимавших кветиапин, были отмечены ложноположительные результаты скрининг-тестов на выявление метадона и трициклических антидепрессантов методом иммуноферментного анализа. Для подтверждения результатов скрининга рекомендуется проведение хроматографического исследования.
Следует соблюдать осторожность при применении с другими препаратами, воздействующими на ЦНС, а также с алкоголем.
При терапии кветиапином не рекомендуется употреблять в пищу грейпфрутовый сок.

## Передозировка
Симптомы
Имеется мало сведений о передозировке кветиапина. При приёме кветиапина на стадии клинических испытаний в дозе, превышающей 10 г, смертельных случаев не было зафиксировано, все пациенты восстановились без последствий. Во время клинического применения препарата были очень редкие сообщения о передозировке кветиапина при изолированном применении, в результате которых наступила смерть, кома или было отмечено опасное удлинение сегмента QT.
В целом симптомы передозировки являются следствием усиления известных фармакологических эффектов препарата — сонливости, седативного эффекта, тахикардии и гипотензии.
Лечение
Специфический антидот к кветиапину неизвестен.
Необходим непрерывный контроль и поддержание жизненно важных функций (дыхания и кровообращения), а также симптоматическая терапия. Тщательное медицинское наблюдение и мониторирование следует продолжать до полной ликвидации симптомов передозировки препарата.
При лечении передозировки следует учитывать возможность одновременного приёма пациентом нескольких препаратов.

## Меры предосторожности
При лечении кветиапином нежелательно выполнение работы, требующей быстрой реакции; также не рекомендуется употребление алкогольных напитков.
В начале терапии кветиапином рекомендуется медленно повышать дозу из-за риска преходящего повышения активности ферментов печени, возможности головокружения и ортостатической гипотензии.

## Использование в рекреационных целях
По сравнению с другими атипичными нейролептиками кветиапин чаще всего используют в рекреационных целях. Существуют данные, что по частоте злоупотребления кветиапин используют больше всех других атипичных нейролептиков, вместе взятых. Было замечено, что для достижения психоактивного эффекта кветиапин могут смешивать с другими рецептурными лекарствами и уличными наркотиками или же употреблять отдельно. Особое распространение злоупотребление кветиапином получило в тюрьмах США, что можно объяснить трудной доступностью в этих местах других психоактивных веществ. Практически все злоупотребляющие кветиапином в прошлом имели опыт алкогольной или наркотической зависимости.
Употребляющие кветиапин обычно говорят, что испытывают приятное успокоение от действия препарата. Пока нет ясного понимания, какой именно  нейробиологический механизм создает потенциал для злоупотребления кветиапином, однако исследователи склоняются к тому, что главное значение имеет антигистаминное действие. От других атипичных нейролептиков, тоже обладающих сильным антигистаминным действием, кветиапин выгодно отличается низким количеством экстрапирамидных побочных эффектов, а также низким воздействием на дофаминовые рецепторы. По всей видимости, индуцированная нейролептиками дисфория, связанная с воздействием этого класса психотропных препаратов на дофаминовые D1 и D2-рецепторы, снижает потенциал для злоупотребления нейролептиками и делает их менее привлекательными для рекреационного использования.

## Синтез
Кветиапин синтезируют, исходя из дибензотиазепинона. Сначала этот лактам обрабатывают оксихлоридом фосфора, получая хлорзамещённый дибензотиазепин, в который боковая пиперазиновая цепь вводится реакцией нуклеофильного замещения:

## Критика
В 2010 году компания AstraZeneca, производящая сероквель (кветиапин), заплатила 520 миллионов долларов для урегулирования дела о мошенничестве. Компания была обвинена в незаконной продаже сероквеля детям, пожилым людям, ветеранам и заключённым по показаниям, не одобренным FDA, в том числе при агрессии, болезни Альцгеймера, неконтролируемом гневе, тревожности, синдроме дефицита внимания и гиперактивности, расстройствах настроения (в том числе депрессии), посттравматическом стрессовом расстройстве и бессоннице. Компания рекомендовала сероквель для назначения врачами, которые обычно не лечат психотических пациентов, и платила откаты некоторым из них. Другим врачам компания оплачивала дорогостоящие поездки на курорты, чтобы побудить назначать этот препарат по неодобренным показаниям.
Компания скрывала данные относительно побочных эффектов сероквеля. Так, в 1999 году AstraZeneca представила данные на конференции Американской психиатрической ассоциации и на психиатрической конференции в Европе; в заключении этих докладов было указано, что сероквель помогает пациентам, страдающим психозом, сбросить вес. Этот вывод сделан на основе спонсированного AstraZeneca исследования, проводившегося чикагским психиатром, который изучил отчёты по 65 пациентам, переведённым на сероквель. Тем не менее документы показывают, что AstraZeneca не вполне доверяла методам этого психиатра и относилась к нему без глубокого уважения. Ещё в 1997 году, по итогам исследования, которое получило название «Исследование 15», стало известно, что сероквель вызывает клинически опасное прибавление веса, — однако данные этого исследования были скрыты компанией. Подробности Исследования 15 были обнаружены в ходе судебных разбирательств, позволяющих утверждать, что сероквель стал причиной увеличения веса, развития гипергликемии и диабета у тысяч принимавших его пациентов.